# Siquém
Este artigo é sobre a cidade bíblica de Siquém. Para a cidade no norte da Cisjordânia, veja Nablus.
Para Siquém, o antagonista na história bíblica do estupro de Diná, veja Diná ou a Lista de personagens bíblicos menores.
Para Siquém, filho de Manassés, veja a Lista de personagens bíblicos menores.
Siquém (Sichem, Shkhem ou Sh-chea-mm, Hebraico: שְׁכֶם‎ / שְׁכָם, Padrão Šəḫem Tiberiano Šəḵem; "Ombro", moderna Tell Balata (Balata al-Balad) Cisjordânia,  hoje Nablus) foi uma cidade Cananeia mencionada nas cartas de Amarna e posteriormente transformada em uma cidade israelita na Tribo de Manassés. Foi a primeira capital do Reino de Israel após a cisão com o rei Roboão.

## Origem Bíblica
Evidências arqueológicas indicam que a cidade foi destruída e reconstruída até 22 vezes antes de seu desaparecimento final em 200 dC. Dentro das ruínas da cidade ainda pode ser encontrada uma série de muros e portões construídos para a defesa, uma casa do governo, um bairro residencial e as ruínas de um templo de Zeus levantado pelo imperador Romano Adriano (que reinou de 117 - 138), o último rei datado do século II dC.

### História pré-Romana e tradição Bíblica
Siquém é o nome de uma cidade bíblica do Antigo Testamento.
Foi em Siquém onde o patriarca Abraão ergueu o primeiro altar quando chegou na Terra Prometida de Canaã, junto ao carvalho de Moré. 
Séculos depois, o rei Jeroboão construiu a cidade de Siquém, que se encontrava numa região montanhosa, nas colinas de Efraim, onde ficou sendo, por pouco tempo, a sua capital e moradia. Mais tarde construiu Penuel. Jeroboão pensou da seguinte forma: Se eu não tiver cuidado, o povo pode requerer um descendente de Davi como seu rei. Quando forem a Jerusalém oferecer sacrifícios no templo, deixar-se-ão aliciar pelo rei de Judá, Roboão.

### Violência anti-palestina moderna naquele local
Em 15 de outubro de 2024, o governo do Reino Unido impôs sanções contra a Od Yosef Chai Yeshiva, que opera no local do túmulo de José em Siquém, por organizar violência contra palestinos. A declaração oficial britânica de sanções disse que "Od Yosef Chai Yeshiva é uma escola religiosa inserida no assentamento de Yitzhar, conhecida por promover violência contra pessoas não judias."